# Класифікація наук
Сходи наук — це образне уявлення ієрархії основних наук при їх класифікації. Запропоновано Огюстом Контом.
```
                                                        
                                              Соціологія
                                      Біологія
                                 Хімія
                           Фізика
                 Математика

```

Ці «сходи» відображають:
- Перехід від простих і загальних явищ до складних і окремих;
- Ускладнення основних форм руху матерії;
- Історичну послідовність розвитку наук.

Вважається, що наука виникла в VI ст. до нашої ери у Стародавній Греції у вигляді перших теоретичних систем Фалеса і Демокріта ( Стьопін). Вже Аристотель розділив науки на фізику (природа), етику (суспільство) і логіку (мислення). У XVII ст. Ф. Бекон розмежовував історію, поезію і філософію. Основи сучасної класифікації наук заклав Сен-Сімон, тоді О. Конт в XIX столітті систематизував його ідеї і склав «енциклопедичний ряд» основних наук, розташувавши їх у порядку зменшення абстрактності. Цей ряд у сучасному вигляді змальовується наведеними вище сходами.
Розгляд ієрархічної градації наук дозволяє правильно осмислити майбутнє кожної науки, її можливості, цілі і завдання. Більш того, намічаються напрямки та особливості розвитку пізнання загалом і місце в ньому людини.

## Паралельне зміщення меж окремих наук
У результаті розвитку кожної з наук об'єкти, які ця наука може ефективно досліджувати, стають все складнішими. Фізика освоює прикордонні області хімії, хімія — біології. Так, хімічна фізика пояснила причину періодичному законі, природу хімічного зв'язку. Біологічна хімія досліджує обмін речовин в живих організмах, наблизилася до розкриття пристрою і механізму дії генетичного коду.
Через експансії нижчих наук у прикордонні області розташованих вище суміжних наук як верхня, так і нижня межі кожної науки зміщуються у бік складніших об'єктів. Іншими словами, відбувається паралельне (спільне) зміщення наук( Імянітов).
Зміщення кордонів наук відбувається не одночасно. «Наступ» фізики на хімію відбувалося двічі: в XVII–XVIII ст. на основі успіхів класичної механіки, і в XX ст. — У зв'язку з досягненнями квантової хімії. В експансії фізики та хімії наук в біологію мали місце три «хвилі»: у XVII–XVIII ст. на основі успіхів класичної механіки, у XVIII–XIX ст. в результаті досягнень біохімії в області фізіології, а в XX ст. на основі розвитку молекулярної біології, особливо з'ясування хімічних основ генетики ( Курашов).
Неодночасність у зміщенні меж призводить до у яких тимчасовий характер змін у співвідношеннях змістів, обсягів наук. Проте концепцією про паралельне зміщення кордонів наук на весь доступний для огляду період знімаються шокуючі багатьох людей уявлення про поглинання одних наук іншими: фізики — математикою, хімії — фізикою, біології — хімією, соціології — біологією.
Багатовікову історію мають дискусії з питань: «Чи можна науки, що знаходяться на більш високих щаблях ієрархічної градації, вивести з наук, розташованих нижче? Пояснити всі явища хімії (біології) на основі фізики? Чи виводиться вища з нижчого?» Ці питання детально розглянуті окремо:

## Розвиток класифікації
Великий пізнавальний і футурологічний інтерес являють можливі зміни на нижньому і верхньому кінцях наукових сходинок.
Цікава ідея, за якою нижче фізичної щаблі перебуває нескінченний ряд дедалі простіших форм матерії, а сингулярний стан (з нього почався «Великий Вибух», що призвів до утворення нашого Всесвіту) є межею, що розділяє фізичну і лежачу нижче (можливо, фізичний вакуум) форми матерії ( Орлов).
Якщо припустити, що розвиток матерії буде продовжуватися і далі, то доведеться визнати, що людина є тільки однією з рядових і проміжних ступенів розвитку і перебуває відносно майбутнього «надсоціального» ступеня так само, як рослини і тварини відносно людини (Імянітов). Це призводить до заперечення ролі людини як «вищого кольору» природи. Таке багатьом людям, в тому числі вченим, представляється абсолютно неприйнятним, хоча єдиними аргументом тут є: «Цього не може бути, тому що цього не може бути ніколи» за А. Чеховим. Більше прихильників у точки зору, згідно з якою людство «є безсумнівно вища і остання ступінь розвитку матерії, але вона сама здатна до нескінченного розвитку» (Орлов).
Спостерігається в даний час взаємопроникнення науки і мистецтва, їх синтезможуть запобігти згадані вище, несприятливі для людства, сценарії розвитку матерії. Протиставлення мистецтва, настільки характерне для класичної науки, змінилося розмежуванням: було визнано, що наука — це мислення в поняттях, а мистецтво — мислення в образах. З одного боку — показана неможливість чисто логічно створити якісно нові концепції, значна роль при цьому образного мислення. З іншого боку — очевидна необхідність мистецтва в «преднаучной» розробці проблем суспільного устрою, позаземного розуму, футурології.
При переході від класичної науки до некласичної і постнекласичної (Науково-технічна революція) сходи наук в основному зберегла склад і взаємне розташування складових її елементів (наук), і може здатися, що вона залишилася незмінною. Однак при цьомувідбулися розриви і скачки в нову якість, і хоча назви наук збереглися, самі науки істотно змінилися.
Подальше розширення можливостей опису науки може бути досягнуто шляхом переходу від «драбини наук» до відповідного «дерева», до багатовимірних варіантами ієрархічної градації наук.

## Сучасна класифікація наук в Україні
Сучасна наука охоплює велику галузь знань і включає близько 15 тис. дисциплін, які все тісніше взаємодіють одна з одною.
Наука є основною формою пізнання світу й спрямована на виявлення найважливіших аспектів та властивостей усіх явищ природи, суспільства і мислення. У зв’язку з цим усі науки поділяють на: природничі (фізика, хімія, біологія тощо); суспільні (економічні, філологічні, історичні тощо); про мислення (філософія, логіка, психологія тощо).
Також має місце підхід щодо поділу наук на дослідницькі (фундаментальні, теоретичні) та прикладні.
Міністерством освіти і науки України визначено наступні галузі науки, що покладені в основу сучасної класифікації наук. Саме в цих галузях науки в нашій країні проводяться наукові дослідження, науковці захищають кандидатські й докторські дисертації, після захисту їм присуджується науковий ступінь доктора філософії в одній з царин науки, кандидата або доктора наук (табл. 1.). Кожна наука передбачає створення єдиної логічно чіткої системи знань про ту чи іншу сторону навколишнього світу, знань, зведених в систему. Жодну науку не можна подавати як суму готових висновків, істин. Будь-яка наука розвивається і рухається через протиріччя: між новим історичним матеріалом та старими теоріями, між різними концепціями, точками зору, між методами дослідження, що склались, та проблемами. Взаємодія наук відбувається через обмін інформацією, інтеграцію методичних прийомів досліджень, використання результатів досліджень тощо.

Сучасна класифікація наук